# Dorothea Dix
Dorothea Lynde Dix (4 de abril de 1802-17 de julio de 1887) fue una defensora estadounidense de los enfermos mentales indigentes que, a través de un programa vigoroso y sostenido de cabildeo en las legislaturas estatales y el Congreso de los Estados Unidos, creó la primera generación de asilos mentales estadounidenses. Durante la Guerra Civil, se desempeñó como Superintendente de Enfermeras del Ejército.

## Primeros años
Nacida en la ciudad de Hampden, Maine, creció en Worcester, Massachusetts, entre los parientes de sus padres. Fue la primera hija de tres hijos de Joseph Dix y Mary Bigelow, quienes tenían profundas raíces ancestrales en la Bahía de Massachusetts. Su madre sufría de mala salud, por lo que no pudo brindar un apoyo constante a sus hijos. Su padre era librero ambulante y predicador metodista. A la edad de doce años, ella y sus dos hermanos fueron enviados a casa de su abuela adinerada, Dorothea Lynde (casada con el Dr. Elijah Dix) en Boston para alejarse de sus padres alcohólicos y su padre abusivo. Comenzó a enseñar en una escuela para niñas en Worcester, Massachusetts a los catorce años y había desarrollado su propio plan de estudios para su clase, en el que enfatizaba la vida ética y las ciencias naturales. Aproximadamente en 1821, Dix abrió una escuela en Boston, patrocinada por familias acomodadas. Poco después, también comenzó a enseñar a niños pobres y abandonados en el granero de la casa de su abuela, pero su salud era delicada. Se ha sugerido que Dorothea sufría episodios depresivos importantes, lo que contribuyó a su mala salud.
De 1824 a 1830, escribió principalmente libros devocionales y cuentos para niños. Su Conversaciones sobre cosas comunes (1824) alcanzó su sexagésima edición en 1869, fue reimpresa 60 veces y escrita al estilo de una conversación entre madre e hija. Su libro The Garland of Flora (1829) fue, junto con Flora's Dictionary de Elizabeth Wirt, uno de los dos primeros diccionarios de flores publicados en los Estados Unidos. Otros libros de Dix incluyen Private Hours, Alice and Ruth y Prisons and Prison Discipline.
Aunque fue criada como católica y luego se dirigió al congregacionalismo, Dix se convirtió en unitarista. Después de que la salud de Dix la obligara a abandonar la escuela, comenzó a trabajar como institutriz en Beacon Hill para la familia de William Ellery Channing, un destacado intelectual unitarista. Mientras trabajaba con su familia, Dix viajó a St. Croix, donde fue testigo de primera mano de la esclavitud, aunque su experiencia no dispuso sus simpatías hacia el abolicionismo. En 1831, estableció una escuela modelo para niñas en Boston, que funcionó hasta 1836.
Dix se animó a hacer un viaje a Europa para mejorar su salud. Mientras estuvo allí, conoció a reformadores sociales británicos que la inspiraron como Elizabeth Fry, Samuel Tuke y William Rathbone, con quienes vivió durante la duración de su viaje por Europa. Con la esperanza de curarse, en 1836 viajó a Inglaterra, donde conoció a la familia Rathbone. Durante su viaje por Europa y su estadía con la familia Rathbone, la abuela de Dorothea falleció y le dejó una "herencia considerable, junto con sus regalías" que le permitió vivir cómodamente el resto de su vida. Fue también durante este viaje que conoció una institución en Turquía, que usó como institución modelo. La invitaron como invitada a Greenbank, su mansión ancestral en Liverpool. Los Rathbones eran cuáqueros y prominentes reformadores sociales. En Greenbank, Dix conoció a su círculo de hombres y mujeres que creían que el gobierno debería desempeñar un papel directo y activo en el bienestar social. También fue presentada al movimiento de reforma para el cuidado de los enfermos mentales en Gran Bretaña, conocido como reforma de la locura. Sus miembros hacían profundas investigaciones de manicomios y asilos, publicando sus estudios en informes a la Cámara de los Comunes.[cita requerida]

## Carrera antes de la guerra

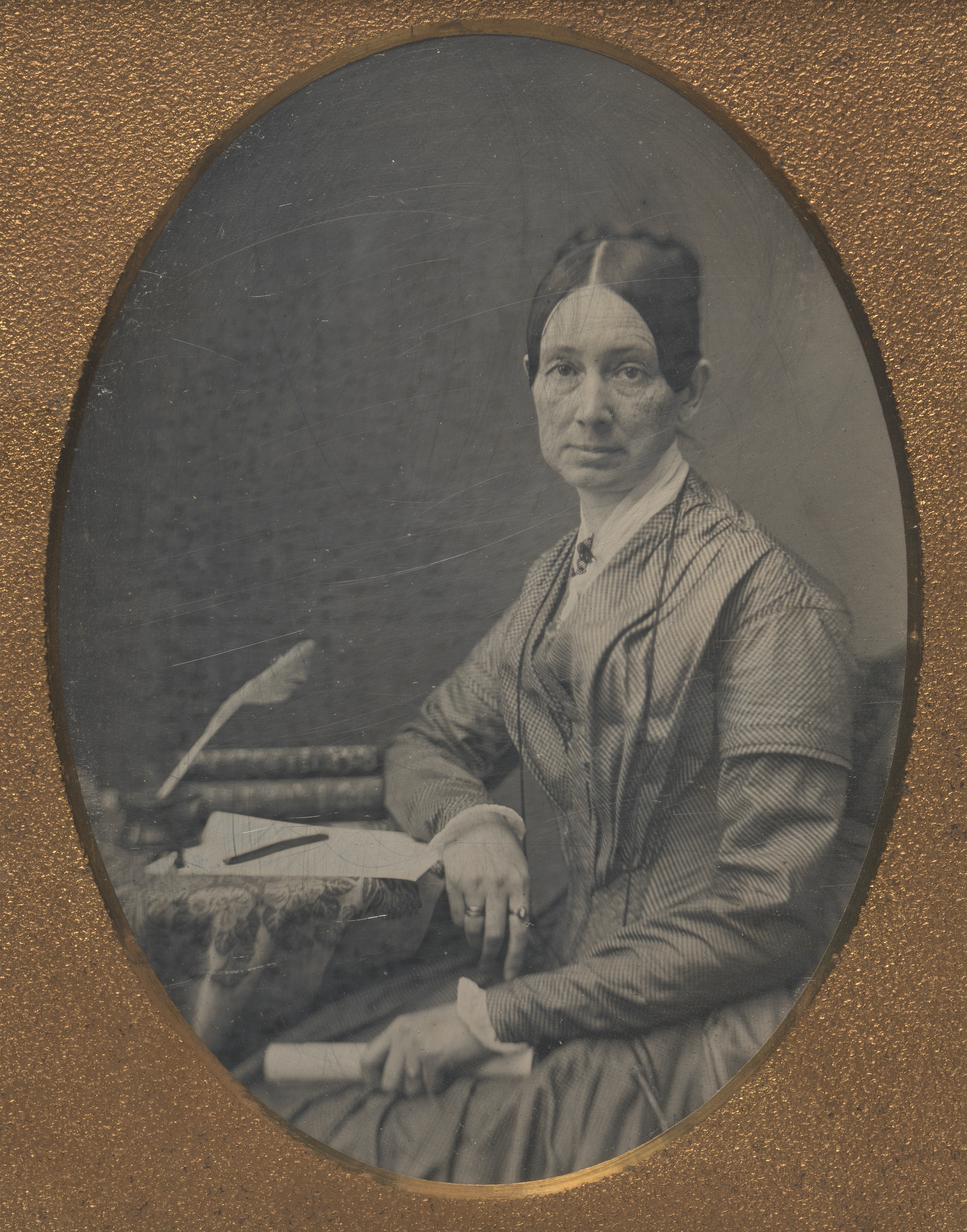
Daguerrotipo de media placa de Dorothea Dix, c. 1849

Los movimientos de reforma para el tratamiento de los enfermos mentales se relacionaron en este período con otras causas progresistas: el abolicionismo y las reformas electorales. Después de regresar a Estados Unidos, en 1840-41, Dix llevó a cabo una investigación estatal sobre el cuidado de los pobres con enfermedades mentales en Massachusetts. El interés de Dorothea por ayudar a los enfermos mentales de la sociedad comenzó mientras impartía clases a prisioneras en East Cambridge. Vio cómo estas personas estaban encerradas y cuyas necesidades médicas no estaban siendo satisfechas, ya que solo los hospitales privados tendrían tales disposiciones. Fue durante su tiempo en la prisión de East Cambridge que visitó el sótano donde se encontró con cuatro personas con enfermedades mentales, cuyas celdas estaban "oscuras y desnudas y el aire estaba estancado y asqueroso". También vio cómo esos individuos eran etiquetados como "pobres chiflados" y estaban encerrados junto con criminales violentamente trastornados y recibían un trato inhumano.
En la mayoría de los casos, las ciudades contrataron a personas locales para cuidar a las personas con enfermedades mentales que no podían cuidar de sí mismas y carecían de familiares o amigos para hacerlo. Este sistema, que no estaba regulado y carecía de fondos suficientes, dio lugar a abusos generalizados. Dix publicó los resultados en un valiente informe, un Memorial, a la legislatura estatal. "Procedo, caballeros, a llamar brevemente su atención sobre el estado actual de las personas dementes confinadas dentro de esta Commonwealth, en jaulas, establos, corrales. Encadenado, desnudo, golpeado con varas y azotado en la obediencia.”  Su cabildeo resultó en un proyecto de ley para expandir el hospital psiquiátrico del estado en Worcester.[cita requerida]
Durante 1844, Dix visitó todos los condados, cárceles y asilos de New Jersey en una investigación similar. Ella preparó un testimonio para la Legislatura de Nueva Jersey, dando cuenta detallada de sus observaciones y hechos. Dix hizo un llamado urgente a la legislatura para que actuara y asignara fondos para construir instalaciones para el cuidado y tratamiento de los enfermos mentales. Citó una serie de casos para enfatizar la importancia de que el Estado se hiciera responsable de esta clase de desafortunados. La súplica de Dix era proporcionar un tratamiento moral a los enfermos mentales, que constaba de tres valores: modestia, castidad y delicadeza.
Puso como ejemplo a un hombre anteriormente respetado como legislador y jurista, quien, sufriendo de deterioro mental, cayó en tiempos difíciles en la vejez. Dix lo descubrió acostado en una cama pequeña en una habitación del sótano de la casa de beneficencia del condado, privado incluso de las comodidades necesarias. Ella escribió: "Este anciano débil y deprimido, un pobre, indefenso, solitario y, sin embargo, consciente de las circunstancias que lo rodean, y ahora no completamente olvidado del pasado, este anciano débil ¿quién era él?" Muchos miembros de la legislatura conocían al pobre jurista. Joseph S. Dodd presentó su informe al Senado el 23 de enero de 1845.
La resolución de Dodd para autorizar un asilo se aprobó al día siguiente. El primer comité hizo su informe el 25 de febrero, apelando a la legislatura de Nueva Jersey para que actuara de inmediato. Algunos políticos se opusieron en secreto debido a los impuestos necesarios para apoyarlo. Dix continuó presionando por instalaciones, escribiendo cartas y editoriales para generar apoyo. Durante la sesión, se reunió con legisladores y realizó reuniones grupales por la noche en su casa. El acta de autorización fue retomada el 14 de marzo de 1845 y leída por última vez. El 25 de marzo de 1845 se aprobó el proyecto de ley para el establecimiento de instalaciones estatales.
Dix viajó desde New Hampshire a Luisiana, documentando la condición de los pobres con enfermedades mentales, haciendo informes a las legislaturas estatales y trabajando con comités para redactar la legislación habilitadora y los proyectos de ley de asignaciones necesarios. En 1846, Dix viajó a Illinois para estudiar las enfermedades mentales. Mientras estuvo allí, se enfermó y pasó el invierno en Springfield recuperándose. Presentó un informe a la sesión legislativa de enero de 1847, que adoptó una legislación para establecer el primer hospital psiquiátrico estatal de Illinois.

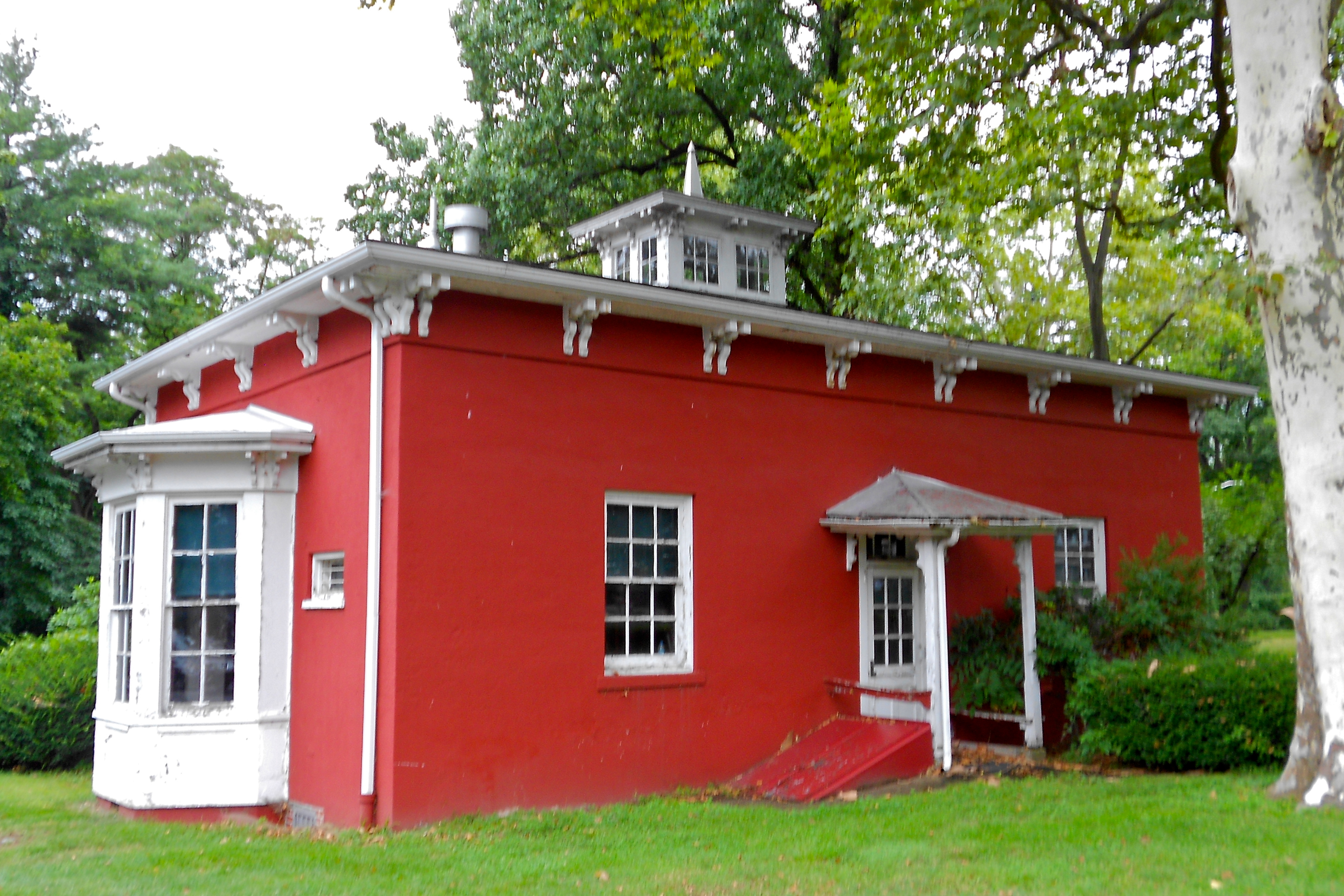
El Museo Dorothea Dix en los terrenos del Hospital Estatal de Harrisburg

En 1848, Dix visitó Carolina del Norte, donde nuevamente pidió una reforma en el cuidado de los pacientes con enfermedades mentales. Su primer intento de llevar la reforma a Carolina del Norte fue denegado. Sin embargo, luego de que la esposa de un miembro de la junta solicitara, como último deseo, que se reconsiderara la petición de Dix, se aprobó el proyecto de reforma. En 1849, cuando se formó la Sociedad Médica Estatal de Carolina del Norte, la legislatura autorizó la construcción de una institución en la capital, Raleigh, para el cuidado de pacientes con enfermedades mentales. El Dix Hill Asylum, llamado así en honor al padre de Dorothea Dix, finalmente se inauguró en 1856. Cien años después, el Asilo Dix Hill pasó a llamarse Hospital Dorothea Dix, en honor a su legado. En 1875 se autorizó un segundo hospital estatal para enfermos mentales, el Broughton State Hospital en Morganton, Carolina del Norte; también se construyó el Hospital Goldsboro para negros dementes en la parte este del estado. Dix tenía una visión sesgada de que la enfermedad mental estaba relacionada con las condiciones de los blancos educados, no con las minorías (Dix, 1847).

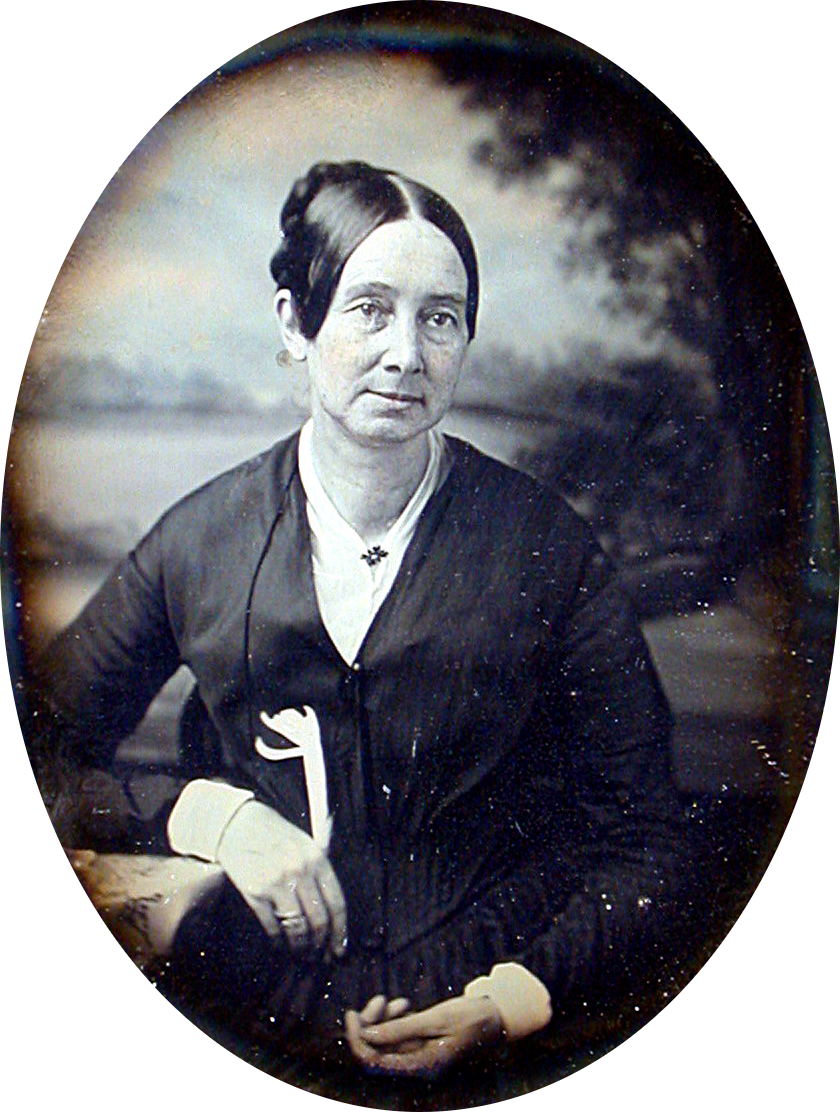
Dix alrededor de 1850-55

Ella jugó un papel decisivo en la fundación del primer hospital psiquiátrico público en Pensilvania, el Hospital Estatal de Harrisburg . En 1853, estableció su biblioteca y sala de lectura.
El punto culminante de su trabajo en Washington fue el Proyecto de Ley para el Beneficio de los Indigentes Dementes, legislación para apartar 49,473 km² de tierra federal, utilizar 40,000 km² en beneficio de los enfermos mentales y el resto para los "ciegos, sordos y mudos". Las ganancias de su venta se distribuirían a los estados para construir y mantener manicomios. El proyecto de ley de tierras de Dix fue aprobado por ambas cámaras del Congreso de los Estados Unidos; pero en 1854, el presidente Franklin Pierce la vetó, argumentando que el bienestar social era responsabilidad de los estados. Afectada por la derrota de su proyecto de ley de tierras, en 1854 y 1855 Dix viajó a Inglaterra y Europa. Se volvió a conectar con la familia Rathbone y, alentada por los políticos británicos que deseaban aumentar el alcance de Whitehall en Escocia, llevó a cabo investigaciones de los manicomios en Escocia. Este trabajo resultó en la formación de la Comisión Escocesa de Locura para supervisar las reformas.
Dix visitó la colonia británica de Nueva Escocia en 1853 para estudiar su atención a los enfermos mentales. Durante su visita, viajó a Sable Island para investigar los informes de pacientes con enfermedades mentales abandonados allí. Tales informes eran en gran parte infundados. Mientras estaba en Sable Island, Dix ayudó en el rescate de un naufragio. A su regreso a Boston, lideró una exitosa campaña para enviar equipos de salvamento mejorados a la isla. El día después de que llegaran los suministros, un barco naufragó en la isla. Afortunadamente, gracias al trabajo de Dix, se salvaron 180 personas.

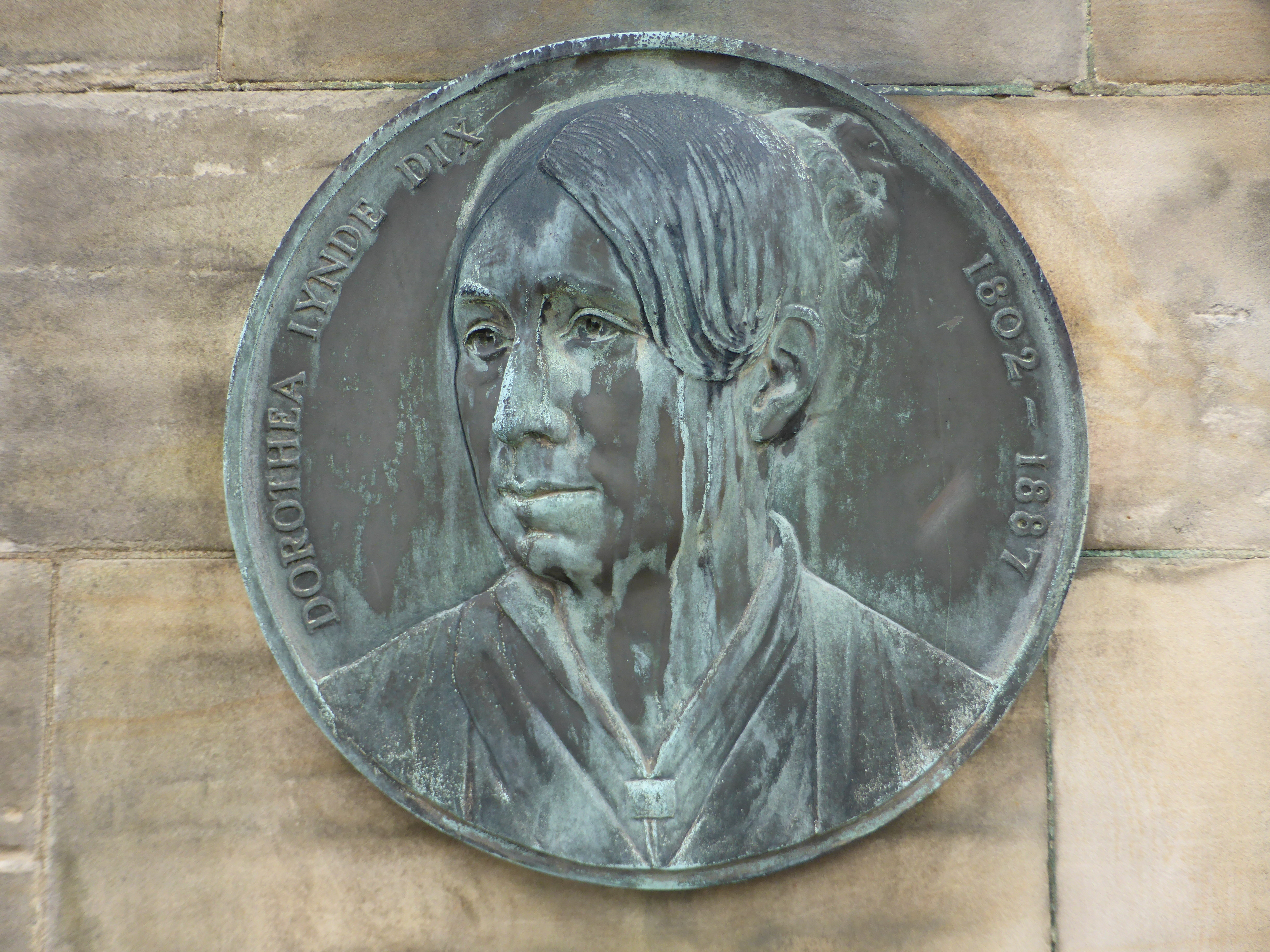
Placa a Dorothea Lynde Dix en el Royal Edinburgh Hospital

En 1854, Dix investigó las condiciones de los hospitales psiquiátricos en Escocia y descubrió que se encontraban en condiciones igualmente malas. En 1857, después de años de trabajo y oposición, finalmente se aprobaron leyes de reforma. Dix emprendió un proyecto similar en las Islas del Canal y finalmente logró la construcción de un manicomio después de trece años de agitación. Extendiendo su trabajo por toda Europa, Dix continuó hacia Roma. Una vez más, encontrando deterioro y maltrato, Dix buscó una audiencia con el Papa Pío IX . El Papa se mostró receptivo a los hallazgos de Dix y visitó los asilos él mismo, sorprendido por sus condiciones. Agradeció a Dix por su trabajo y dijo en una segunda audiencia con ella que "una mujer y protestante había cruzado los mares para llamar su atención sobre estos miembros de su rebaño cruelmente maltratados".

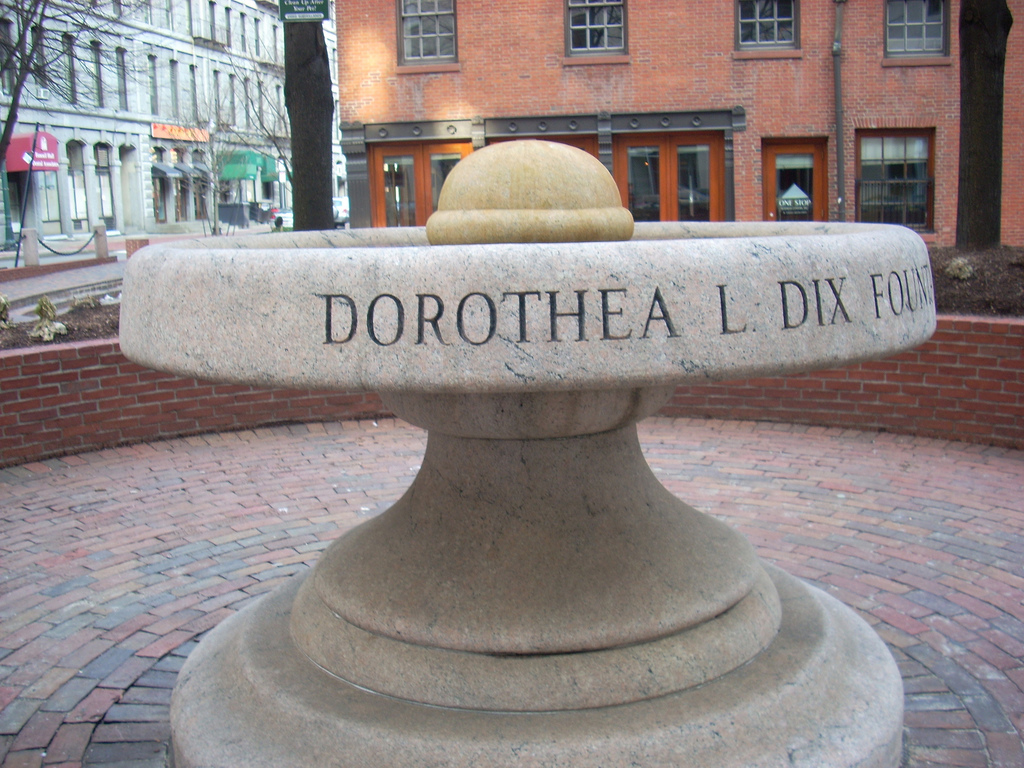
Fuente para caballos sedientos que Dix regaló a la ciudad de Boston en honor a la MSPCA

## La guerra civil
Durante la guerra civil estadounidense, Dix, el 10 de junio de 1861, fue nombrada Superintendente de Enfermeras del Ejército por el Ejército de la Unión, superando a la Dra. Elizabeth Blackwell.
Dix estableció pautas para las candidatas a enfermeras. Las voluntarias debían tener entre 35 y 50 años y tener una apariencia sencilla. Se les exigió que usaran vestidos negros o marrones, sin joyas ni cosméticos. Dix quería evitar enviar mujeres jóvenes atractivas y vulnerables a los hospitales, donde temía que fueran explotadas por los hombres (médicos y pacientes). Dix a menudo despedía a enfermeras voluntarias que no había capacitado ni contratado personalmente (ganándose la ira de grupos de apoyo como la Comisión Sanitaria de los Estados Unidos).
En desacuerdo con los médicos del ejército, Dix se peleó con ellos por el control de las instalaciones médicas y la contratación y despido de enfermeras. Muchos médicos y cirujanos no querían enfermeras en sus hospitales. Para resolver el estancamiento, el Departamento de Guerra introdujo la Orden N.º 351 en octubre de 1863. Otorgó tanto al Cirujano General (Joseph K. Barnes) como al Superintendente de Enfermeras del Ejército (Dix) el poder de nombrar enfermeras. Sin embargo, dio a los médicos el poder de asignar empleados y voluntarios a los hospitales. Esto relevó a Dix de la responsabilidad operativa directa. Como superintendente, Dix implementó el programa de enfermería del ejército federal, en el que eventualmente servirían más de 3,000 mujeres. Mientras tanto, su influencia estaba siendo eclipsada por otras mujeres destacadas como la Dra. Mary Edwards Walker y Clara Barton. Renunció en agosto de 1865 y luego consideró este "episodio" en su carrera como un fracaso. Aunque cientos de monjas católicas sirvieron con éxito como enfermeras, Dix desconfiaba de ellas; su anticatolicismo socavó su capacidad para trabajar con enfermeras católicas, laicas o religiosas.
Su cuidado imparcial de los heridos tanto de la Unión como de la Confederación aseguró su memoria en el Sur. Sus enfermeras brindaron lo que a menudo era la única atención disponible en el campo para los heridos confederados. Georgeanna Woolsey, una enfermera de Dix, dijo: "El cirujano a cargo de nuestro campamento... cuidó todas sus heridas, que a menudo se encontraban en un estado de lo más impactante, particularmente entre los rebeldes. Todas las tardes y mañanas eran atendidos". Otra enfermera de Dix, Julia Susan Wheelock, dijo: "Muchos de ellos eran rebeldes. No podía pasarlos por alto descuidados. Aunque enemigos, eran sin embargo seres humanos indefensos y sufrientes".[cita requerida]
Cuando las fuerzas confederadas se retiraron de Gettysburg, dejaron atrás a 5,000 soldados heridos. Estos fueron tratados por muchas de las enfermeras de Dix. La enfermera sindical Cornelia Hancock escribió sobre la experiencia: "No hay palabras en el idioma inglés para expresar el sufrimiento que presencié hoy." 
Dix fue muy respetada por su trabajo durante la guerra debido a su dedicación. Esto se debió a que ella dejó de lado su trabajo anterior para concentrarse completamente en la guerra. Con la conclusión de la guerra, su servicio fue reconocido formalmente. Fue galardonada con dos banderas nacionales, siendo estas banderas para "el cuidado, socorro y alivio de los soldados enfermos y heridos de los Estados Unidos en el campo de batalla, en campamentos y hospitales durante la guerra reciente". Dix finalmente fundó treinta y dos hospitales e influyó en la creación de otros dos en Japón.

## Posguerra
Al final de la guerra, Dix ayudó a recaudar fondos para el monumento nacional a los soldados fallecidos en Fort Monroe. Después de la guerra, reanudó su cruzada para mejorar la atención de los prisioneros, los discapacitados y los enfermos mentales. Su primer paso fue revisar los asilos y prisiones del Sur para evaluar los daños de guerra en sus instalaciones. Además de buscar reformas en las prisiones después de la guerra civil, también trabajó para mejorar los servicios de salvamento en Nueva Escocia, estableciendo un monumento a los caídos en la guerra en Hampton Roads en Virginia y una fuente para caballos sedientos en Boston Custom Square.
En 1881, Dix se mudó al New Jersey State Hospital, anteriormente conocido como Trenton State Hospital, que ella construyó años antes. La legislatura estatal había designado una suite para su uso privado. Aunque tenía mala salud, mantuvo correspondencia con personas de Inglaterra, Japón y otros lugares. Dix murió el 17 de julio de 1887. Fue enterrada en el cementerio Mount Auburn en Cambridge, Massachusetts.

## Honores
- Dix fue elegida "presidenta vitalicia" de la Asociación de Enfermeras del Ejército (un club social para enfermeras voluntarias de la Guerra Civil), pero tuvo poco que ver con la organización. Ella se opuso a sus esfuerzos por obtener pensiones militares para sus miembros.[30]
- En diciembre de 1866 recibió dos banderas nacionales por su servicio durante la Guerra Civil. Este premio fue otorgado por "el cuidado, socorro y alivio de los soldados heridos y enfermos de los Estados Unidos en el campo de batalla, en campamentos y hospitales durante la guerra reciente".[35]
- En 1979 fue incluida en el Salón Nacional de la Fama de la Mujer .[38]
- En 1983[39] el Servicio Postal de los Estados Unidos honró su vida de caridad y servicio al emitir un sello postal de la serie Dorothea Dix Great Americans de 1 ¢.
- En 1999, se agregó a la Casa del Estado de Massachusetts una serie de seis paneles altos de mármol con un busto de bronce en cada uno; los bustos son de Dix, Florence Luscomb, Mary Kenney O'Sullivan, Josephine St. Pierre Ruffin, Sarah Parker Remond y Lucy Stone.[40] Además, dos citas de cada una de esas mujeres (incluida Dix) están grabadas en su propio panel de mármol, y la pared detrás de todos los paneles tiene un papel tapiz hecho con seis documentos gubernamentales repetidos una y otra vez, y cada documento está relacionado con una causa de una o más de las mujeres.[40]
- Un barco de transporte de la Armada de los Estados Unidos que sirvió en la Segunda Guerra Mundial recibió su nombre de Dix, el USS Dorothea L. Dix.
- El Instituto de Salud Mental de Bangor pasó a llamarse Centro Psiquiátrico Dorothea Dix en agosto de 2006.[41]
- Un cráter en Venus fue llamado Dix en su honor.[42]
- Se la recuerda en el Camino del Patrimonio de la Mujer de Boston.[43]

Numerosos lugares conmemoran a Dix, incluida la Sala Dix en McLean Asylum en Somerville, el Dixmont Hospital en Pensilvania, la Dorothea L. Dix House, y Dorothea Dix Park ubicado en Raleigh, Carolina del Norte.

## Obras
- The Garland of Flora, Boston: S.G. Goodrich & Co., and Carter & Hendee, 1829, consultado el 12 de noviembre de 2010..
- Remarks on Prisons and Prison Discipline in the United States, 2da edición, Philadelphia: Joseph Kite & Co, 1845, consultado el 12 de noviembre de 2010.
- Memorial of Miss D. L. Dix in Relation to the Illinois Penitentiary, Febrero de 1847, consultado el 12 de noviembre de 2010.
- Memorial of Miss D. L. Dix to the Hon. The General Assembly in Behalf of the Insane of Maryland, House of Delegates?, 5 de marzo de 1852, consultado el 12 de noviembre de 2010.

Escribió una variedad de otros tratados sobre los prisioneros. También es autora de muchos memoriales a los cuerpos legislativos sobre el tema de los manicomios e informes sobre temas filantrópicos.